# منديل الحلو (فلم)
منديل الحلو (بالإنجليزية: The Beauty's Veil Or Mandeel al helu
)، فيلم سينمائى درامى مصرى، إنتاج 1949 إخراج وتأليف: عباس كامل تمثيَل: تحية كاريوكا وعبد العزيز محمود.

## قصة الفيلم
سوء تفاهم يحدث من تشابه بين الراقصة قطر الندى وعزيزة (تحية كاريوكا) التي تعيش مع وامها (ماري منيب)، وتحب الأسطى عزوز الذي يخطبها مما يثير حقد الأسطى نعيم (محمود المليجي) الحلاق الذي يحبها أيضًا، يدبر مكيدة ويخبر عزوز أن عزيزة تعمل بملهى ليلي تحت اسم قطر الندى ، فيهجرها عزوز ، يقع المليونير شتا باشا (فؤاد شفيق) في حب قطر الندى ويهديها جوهرة ثمينة، يدبر مدير المسرح حيلة للاستيلاء على الجوهرة، يستغل مدير المسرح الشبه بين قطر الندى وعزيزة ويطلبها أن ترقص بدلًا منها ويستغل المدير انشغال قطر الندى بالبحث عن حقيقة عزيزة.

## القصة الكاملة
عزوز الجزمجي (عبد العزيز محمود) يعيش مع شقيقته بليه (سعاد مكاوي) التي تحب حسونه الطرابيشي (إسماعيل ياسين). تسعى بليه لزواج أخيها حتى تطمئن عليه وتتزوج هي من حسونه ولذلك وبمساعدة ام عبده الخاطبة (عزيزة محمد) يحضرون له صور لفتيات ليختار منهم عروسه وتصادف ان ذهب حسونه وعزوز للتصوير عند المعلم كوداك (حسن كامل) وتبدلت صورهم مع زبونه وأمها فأعجب عزوز بصاحبة الصورة وسأل عنها فعلم ان اسمها عزيزة (تحية كاريوكا) وتسكن في حارة الجندول امام صالون حلاقة المستخبى لأصحابه فهيم (إلياس مؤدب) وحليم (يعقوب طانيوس) ونعيم (محمود المليجي) والأخير متزوج من أربعة ويحب عزيزة ويريد استبدالها بإحدى زوجاته. تعرف عزوز على عزيزة وأهداها شبشب من صنع إيديه واتفق معها على الزواج وخطبها من امها (ماري منيب) التي كانت معجبة بالمعلم كوداك. وفي يوم الفرح ذهب عزوز لصالون المستخبي لحلاقة العرس فأخبره نعيم ان عزيزة سيئة السلوك وعرض عليه صورة راقصه تدعى قطر الندى تشبه عزيزة فأعرض عزوز عن الزواج بعزيزة وقرر الانتقام منها واسترداد الشبشب. ذهب عزوز إلى الملهى الليلي وتشاجر مع قطر الندى ومزق صورة عزيزة التي لديه وألقاها في وجهها وإلتقطت قطر الندى الصورة الممزقة واكتشفت أن عزيزة تشبهها تماماً فقررت أمراً. كان الجواهرجي جوهر بيه (محمود رضا) قد حصل على ماسة ثمينة قرر شتا باشا (فؤاد شفيق) الثري المعروف شراءها ليهديها لقطر الندى التي لم تكن تعلم بنيته فقررت أن تسرقها.عرضت قطر الندى على عزيزة أن تحل محلها في الصالة لمدة ليله واحده مقابل 150 جنيه حتى يتسنى لها زيارة والدها المريض وتولى أبو الفتوح (حسن فايق) مدير أعمال قطر الندى مرافقة عزيزة وأمها اثناء غياب قطر الندى التي أبلغت الصحف أنها ستقدم رقصه جديدة وأبلغت بوليس الآداب ان قطر الندى ستقدم رقصة مخلة حتى يكون الجميع شاهدا على تواجدها بالصالة. شك نعيم في أمر زيارة قطر الندى لعزيزة فكلف فهيم بمراقبة الأولى وحليم بمراقبة الثانية. ذهبت قطر الندى لجوهر لتشاهد الماسه ثم ضربته على رأسه وسرقت الماسه وسقطت منها الصورة الممزقة لعزوز وعزيزة بينما شاهد فهيم كل شئ. حضر شتا باشا للصالة واصطحب معه عزيزة على انها قطر الندى لحفل في قصره وأعلن خطوبته لها ولكن عزيزة أصيبت بالزائده وذهبت إلى المستشفى. عثر البوليس على صورة عزيزة وعزوز وأمر بالقبض عليهم. اتفق نعيم مع قطر الندى على تهديد عزيزة بالسجن أو تتزوج من نعيم. ولكن عزيزة وبمساعدة البوليس حصلت على اعتراف من قطر الندى ونعيم بكل خيوط المؤامرة فتم القبض عليهم ومنح شتا باشا الماسه لعزيزة التي تزوجت من عزوز وتزوج حسونه من بليه وأم عزيزة من كوداك.

## فريق العمل
إخراج وتأليف: عباس كامل
إنتاج: نحاس فيلم
بطولة:
- تحية كاريوكا
- عبد العزيز محمود
- إسماعيل ياسين
- محمود المليجي
- ماري منيب
- حسن فايق
- سعاد مكاوي
- فؤاد شفيق
- حسن كامل
- إلياس مؤدب
- عزيزة محمد
- يعقوب طانيوس

## روابط خارجية
- منديل الحلو على موقع IMDb (الإنجليزية)
- منديل الحلو على موقع الدهليز
- منديل الحلو على موقع قاعدة بيانات الأفلام العربية
- صفحة الفيلم على موقع السينما
- صفحة الفيلم على قاعدة بيانات الأفلام على الإنترنت